# Södra federala distriktet
Södra federala distriktet (Южный федеральный округ Juzjnyj federalnyj okrug) är ett av  Rysslands federala distrikt med Rostov-na-Donu som huvudstad. Distriktet har över 13 miljoner invånare och ligger mellan Ukraina och Kazakstan. År 2010 bröts den sydliga delen av distriktet ut och bildade Nordkaukasiska federala distriktet, som det gränsar till i sydost. I söder gränsar distriktet också till Georgien (Abchazien) och i norr mot det Centrala federala distriktet och Volgaområdets federala distrikt. Distriktet har också kust mot Kaspiska havet, Svarta havet och Azovska sjön.

## Demografi

### Federationssubjekt
Federationssubjekten i distriktet listas nedan i tabellen. Republiken Krim och Sevastopol (nr 6 och 8) betraktas av de flesta länder som en del av Ukraina.
| Southern Federal District (prior to 2010 split) |        |                       |                |
| Nr                                              | Flagga | Federationssubjekt    | Huvudort       |
| 1                                               |        | Adygeiska republiken  | Majkop         |
| 2                                               |        | Astrachan oblast      | Astrachan      |
| 3                                               |        | Volgograd oblast      | Volgograd      |
| 4                                               |        | Republiken Kalmuckien | Elista         |
| 5                                               |        | Krasnodar kraj        | Krasnodar      |
| 6                                               |        | Republiken Krim       | Simferopol     |
| 7                                               |        | Rostov oblast         | Rostov-na-Donu |
| 8                                               |        | Sevastopol            | Sevastopol     |